# Грую (Кетяска, Арджеш)
Грую (рум. Gruiu) — село у повіті Арджеш в Румунії. Входить до складу комуни Кетяска.
Село розташоване на відстані 87 км на захід від Бухареста, 21 км на південний схід від Пітешть, 109 км на північний схід від Крайови, 110 км на південний захід від Брашова.

## Населення
За даними перепису населення 2002 року у селі проживали 717 осіб, з них 713 осіб (99,4%) румунів. Усі жителі села рідною мовою назвали румунську.